# Stereospermum
Stereospermum es un género con 51 especies descritas de árboles pertenecientes a la familia Bignoniaceae.

## Descripción
Son árboles de hoja caduca. Hojas opuestas, imparipinnadas o bipinnadas. Flores paniculadas,  de color púrpura-amarillo, púrpura opaco, a lila. Cáliz truncado o 2-5 lóbulos, lóbulos a veces desiguales. Corola con 5 lóbulos, lóbulos casi iguales, obtusos. Estambres funcionales 4, unidos cerca de la base de la corola.  Cápsula alargada, dehiscente loculicida  por 2 válvas. Semillas aladas.

## Taxonomía
El género fue descrito por Adelbert von Chamisso  y publicado en Linnaea 7: 720. 1832[1833]. La especie tipo es: Stereospermum kunthianum Cham. 

## Especies seleccionadas
- Stereospermum acuminatissimum
- Stereospermum annanense
- Stereorpermum angustifolium
- Stereospermum arcuatum
- Stereospermum argesona
- Stereospermum colais